# 検察官面前調書
検察官面前調書（けんさつかんめんぜんちょうしょ）とは、刑事事件において検察官の面前における供述を録取した書面をいう。検面調書、PS（public prosecutorとstatementからの造語）、2号書面（刑事訴訟法第321条第1項第2号によって、公判において証拠として提出される可能性があることから）などともいう。などともいう。以下、「検面調書」と記す。

## 概要
検面調書は被告人（ただし、作成時においては通常は被疑者。以下、単に「被疑者」）の供述を録取したものと、それ以外の者（いわゆる参考人）の供述を録取したものに大別される。いずれも、取り調べによって得られた供述内容を公判において証拠として提出できるように保全することを、主要な目的として作成される（当然ながら、内部決済の資料としての目的もある）。
被疑者の検面調書の内容は多彩であるが、冒頭は被疑者がどこに住むどういう人物で、どういう身分のものであるかや、大雑把な経歴、生活環境、人間関係などということが記される。続いて、被疑事実についての供述（自白の詳細又は否認の内容）が記されることとなる。自白調書であれば、最後に反省の意が記されることもある。1度作成した後に、聞き漏らした点、矛盾点、裏付け捜査との食い違い、余罪、犯行にいたった心理、隠された別の動機などについて取り調べがなされれば、当該取り調べに対応する補充的な調書が多く作成されることもある。
司法警察員面前調書の場合と同様、被疑者の一人称（「私」）で記される、被疑者の供述内容を検察官が整理して記述する（担当の検察事務官に対する口授によりパソコンを使ってドラフトさせるのが通例である）ことから、しばしば「検察官の作文である」などと揶揄されることがある。記述が終わり次第、検面調書用の紙（端に赤い印が付されているのが特徴である）に印刷してそれを被疑者に提示し、読み聞かせを行って被疑者が納得すれば本人に最低限の署名または押印をさせ（現在の実務では、通常は最後の箇所に住所を書かせて署名と指印をさせ、さらに全てのページに指印させる）、完成する。
検面調書での供述と相反する実質的相反供述を法廷でされた場合、検面調書の供述に「信用すべき特別の情況」（特信情況）のある場合は、検面調書での供述を伝聞証拠禁止の原則の例外として採用することを認めている（検面調書の特信性）。裁判官面前調書(裁面調書)での供述と相反する実質的相反供述を法廷でされた場合に裁面調書での供述を伝聞証拠禁止の原則の例外として採用するよりも条件が厳しくなっている。しかし、刑事裁判の実務上では特信情況として検面調書が重視される一方、法廷での証言が軽視されやすくなるなど検察側に極めて有利に働いており、裁判の前の調書が極めて重視される調書裁判に陥りやすい要因であるとして、刑事訴訟を担当する弁護士からは批判されている。
なお、検面調書の特信性の規定は戦前の旧刑事訴訟法にはないもので、戦時刑事特別法に空襲対策の夜間灯火管制によって旧来の裁判制度では破綻を来たすようになったため、「戦時に際し灯火管制中又は敵襲の危険その他人心に動揺を生ぜしむべき状態ある場合」として緊急的に制定され、戦後の刑事訴訟法改正でもそのまま残ったものである。

## その他
- 東京佐川急便事件の渡辺広康の東京地方裁判所における1992年11月5日の公判で、皇民党ナンバー2である大島竜珉の検面調書が、小出錞一裁判長の指示によって法廷で読み上げられ、皇民党事件における皇民党によるほめ殺しについて説得工作を行った7人の自民党議員の実名が明らかにされた。
- 神戸連続児童殺傷事件では、犯人が14歳少年だったため少年法の規定により公開法廷とはならなかったが、1998年2月に文藝春秋社によって流出した検面調書が掲載されて大反響を呼ぶとともに、部外者が事件の詳細を知る手がかりとなった。また、神戸連続児童殺傷事件の検面調書については、革マル派が権力謀略論に基づく14歳少年の冤罪論を主張し、それを裏付けるためとして1997年9月に関係先から検面調書を盗み出す事件が発生した（神戸事件をめぐる革マル派事件）。